# Monastère Saint-Serge d'Ehden

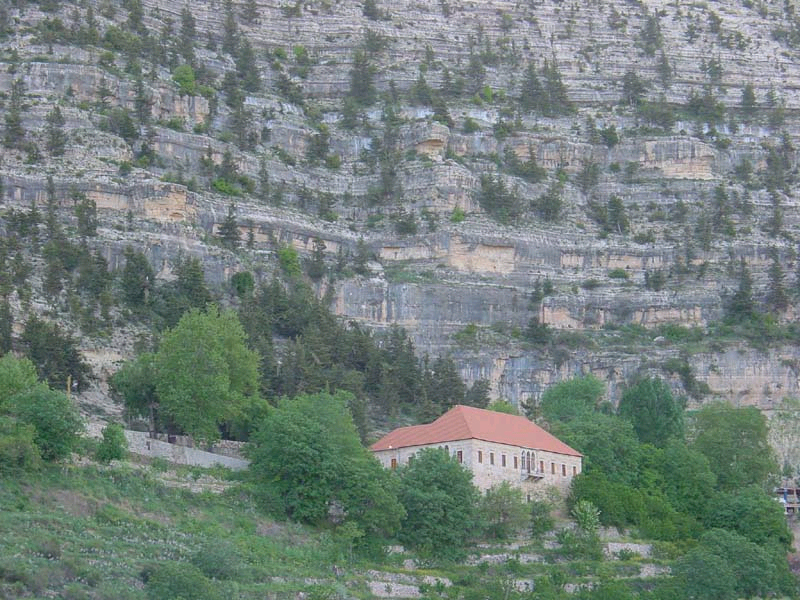
Vue du monastère.

Le monastère Saint-Serge (Mar Sarkis, ou Mar Sarkis Ras Al Nahr دير القديسين سركيس و باخوس — رأس النهر) ou monastère Saint-Serge-et-Saint-Bacchus, est un monastère maronite situé dans les hauteurs d'Ehden au Liban (gouvernorat du Nord). Il se trouve dans la vallée de Qozhaya à 1 500 mètres d'altitude. Il est placé sous le vocable des saints soldats Serge et Bacchus et dépend de l'ordre antonin maronite.

## Historique
Une première église dédiée à saint Serge et à saint Bacchus est construite au milieu du VIIIe siècle sur les ruines d'un temple cananéen vouée à une déesse de l'agriculture. Une église est construite à proximité en 1198, dédiée à Notre Dame. D'autres bâtiments sont construits de 1404 à 1690, puis le patriarche Stéphane El Douaihy (patriarche de 1670 à 1704) entreprend la restauration du monastère. Le monastère est le siège épiscopal d'Ehden de 1473 à 1739.
L'ermite français, François de Chasteuil, y a demeuré avant de s'installer en 1643 au monastère Mar Elisha de Bécharé.
Le monastère était placé sous la protection de la famille Douaihy dont les prêtres et les évêques habitaient ici et payaient toutes les taxes et les redevances. L'ordre antonin maronite en acquiert la propriété en 1739, ainsi que les terres agricoles en dépendant. Il l'agrandit et le restaure.
En 1854, l'ordre fonde le monastère Saint-Serge de Zgharta pour permettre aux moines d'Ehden de passer les mois d'hiver dans un environnement moins rude au climat plus clément. Les deux communautés fusionnent en 1938.